# Врбања (Бања Лука)
Мјесна заједница Врбања налази се 6 km источно од центра Бање Луке, Република Српска, БиХ. Врбања је до пописа 1971. била посебно насељено мјесто, а од тада је у саставу насељеног мјеста Бање Луке.
Кроз ово насеље пролазе двије значајне саобраћајнице: Жељезничка пруга Бања Лука — Добој и магистрални пут М4 (Бања Лука — Котор Варош — Добој). 
Значајни друштвени објекти и установе у Врбањи су: Амбуланта, жељезничка станица, Дом културе, спортско игралиште, Добровољно ватрогасно друштво, културно умјетничко друштво "Данко Митров", основна школа "Станко Ракита" те бројни угоститељски објекти.
Насеље Врбања, значајним дијелом припада индустријској зони града Бање Луке. Најпознатији индустријски објекти у Врбањи су погони “Инцела”, “Житопродукта” и “Петрола”.
Поред истоимене ријеке, природна богатства овог Бањолучког насеља су и околна брда која су позната по бројним природним изворима питке воде.

## Историја
По топонимима који етимолошки потичу из времена средњовјековне Босне и ранијег периода, може се закључити да је на овом подручју постојало средњовјековно насеље. Оно је било смјештено око 500 метара сјеверно од данашњег. Традиција и предање које се сачувало међу данашњим становништвом, указују на то да је некадашње насеље било организовано по принципу сеоске задруге.
Основна дјелатност становништва Врбање у прошлости је била пољопривреда. Од половине двадесетог вијека многи становници су се запослили у бањолучкој индустрији али је пољопривреда и даље остала основна дјелатност.

## Становништво
| Демографија (НМ) (МЗ) | Демографија (НМ) (МЗ) | Демографија (НМ) (МЗ) |
| Година                | Становника            | Становника            |
| --------------------- | --------------------- | --------------------- |
| 1948.                 | 4.487                 |                       |
| 1991.                 | 4.227                 |                       |

## Галерија
- Насељено мјесто Врбања 1961. године
- Врбањска џамија